# کیلی
latitudeکیلیlongitudeکیلی
کیلی (به انگلیسی: Keighley) شهری در کشور انگلستان است که این کشور خود بخشی از بریتانیا محسوب می‌شود. این شهر در سال ۱۹۹۱ میلادی ۴۹٫۵۶۷ نفر جمعیت داشته و در سرشماری سال ۲۰۰۱ جمعیت آن به ۴۹٫۴۵۳ نفر رسیده‌است. میزان رشد سالانهٔ جمعیت کیلی ‎-۰٫۲۶ درصد می‌باشد و جمعیت این شهر در سال ۲۰۱۲ به ۴۸٫۰۷۷ نفر تغییر یافت.